# Jean-Pierre Dubois
Jean-Pierre Dubois (* 1. Juli 1969 in Gosselies) ist ein ehemaliger belgischer Radrennfahrer und nationaler Meister im Radsport.

## Sportliche Laufbahn
Dubois war im Bahnradsport und im Straßenradsport aktiv. 1988 gewann er die nationale Meisterschaft in der Einerverfolgung der Amateure und wurde Meisterschaftsdritter im Punktefahren. 1989 gewann er den Titel im Zweier-Mannschaftsfahren mit Gino Primo als Partner sowie die Meisterschaften im Omnium und im Punktefahren. 1990 wurde er Vizemeister im Punktefahren. 1991 gelang ihm ein Etappensieg im Giro delle Regioni.
Von 1991 bis 1995 war er Berufsfahrer. 1992 gewann er zwei Etappen im Tour de la province de Namur, 1993 gewann eine Etappe im Etoile de Bessèges. Zweiter wurde er 1992 in der Tour de la Province de Namur hinter Gert Van Brabant.